# Циндар
Циндар (осет. Циндар); ранее Шиндара (осет. Шиндара; груз. შინდარა) — село в Закавказье. Согласно юрисдикции Южной Осетии, фактически контролирующей село, расположено в Знаурском районе, согласно юрисдикции Грузии — в Карельском муниципалитете.

## География
Расположено к западу от райцентра Знаур и к юго-западу от села Тигуа.

## Население
По переписи 1989 года из 105 жителей грузины составили 68 % (72 чел.), осетины — 32 % (33 чел.). Затем, после событий начала 1990-х гг. и до войны в августе 2008 года, село было населено в основном грузинами.

## Топографические карты
- Лист карты K-38-64 Цхинвали. Масштаб: 1 : 100 000. Состояние местности на 1987 год. Издание 1989 г.